# Rok spokojnego słońca

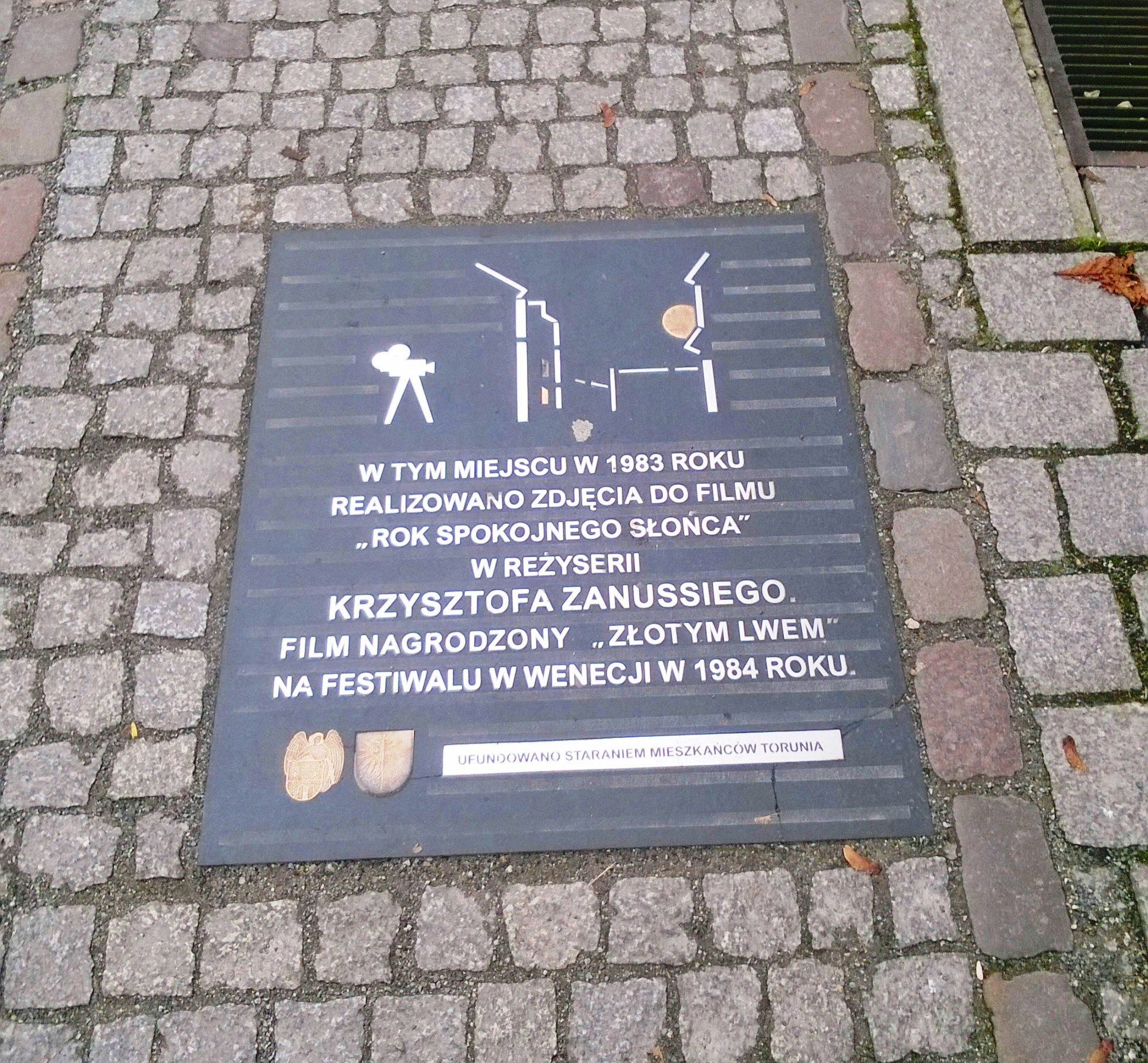
Tablica poświęcona filmowi „Rok spokojnego słońca” na ul. Podmurnej w Toruniu

Rok spokojnego słońca (ang. A Year of the Quiet Sun) – melodramat wojenny z 1984 w reżyserii Krzysztofa Zanussiego, nakręcony w polsko-zachodnioniemiecko-amerykańskiej koprodukcji.

## Fabuła
Akcja filmu rozgrywa się w 1946 roku, tuż po II wojnie światowej. W małym miasteczku na ziemi lubuskiej mieszka kobieta w średnim wieku, Emilia, która opiekuje się schorowaną matką w zrujnowanym poniemieckim mieszkaniu. Ich najbliższą sąsiadką jest prostytutka Stella, niegdyś zaspokajająca esesmanów w obozie koncentracyjnym. Emilia próbuje zarabiać na życie, sprzedając wypiekane przez siebie ciastka. Tymczasem do miasteczka przybywa amerykańska komisja wojskowa, która ma na celu odszukanie grobów pilotów angielskich i amerykańskich zamordowanych przez hitlerowców w pobliskim stalagu. 
Wtedy Emilia spotyka się przypadkowo z kierowcą jeepa jednego z członków komisji, Normanem. Ten podwozi ją następnym razem do miasteczka. Emilia z rezerwą traktuje Amerykanina, jednak wyjaśnia mu swoją sytuację przy pomocy słownika polsko-angielskiego, tłumacząc iż straciła męża. Mimo to Norman stale gości w domu Emilii, starając się pomóc obu kobietom. W czasie jednej z wizyt zastaje mieszkanie splądrowane przez bandziorów i funkcjonariuszy Urzędu Bezpieczeństwa, którzy groźbą wymusili na Emilii ujawnienie skrytki z oszczędnościami.
Gdy komisja odnajduje zwłoki zamordowanych oficerów i prace komisji dobiegają końca, Norman próbuje nakłonić Emilię, by wraz z matką wyjechała z nim do Ameryki. Emilia udaje się po poradę do księdza, który zaprasza ją i Normana do klasztoru, w którym jedna z sióstr posługuje się angielskim. Norman nalega, by Emilia wyjechała niezwłocznie. Jednakże Emilia waha się przed podjęciem decyzji, mając na uwadze chorobę matki. Wówczas Norman zbiera się do wyjazdu w stronę Niemiec, a potem do Stanów Zjednoczonych.
Emilia i jej matka decydują się uciec przez granicę bez wiedzy władz komunistycznych. Wchodzą w kontakt z przewoźnikiem Adziem. Matka Emilii przypuszcza jednak, że nie wytrzyma podróży. W tajemnicy przed córką otwiera okno, co przyśpiesza jej śmierć. Emilia postanawia więc pomóc Stelli w opuszczeniu Polski. Jednakże Adzio twierdzi, że zapłacono mu tylko za jedną osobę. Emilia w akcie desperacji oddaje miejsce Stelli, godząc się z ostatecznym wyjazdem Normana z Polski.
Po latach Emilia, jako pensjonariuszka domu starców prowadzonego przez zakonnice, dowiaduje się o otrzymanym spadku z Ameryki. Próbuje wyruszyć w podróż, jednak nie może już udźwignąć walizki i traci przytomność.

## Obsada
- Maja Komorowska – Emilia
- Scott Wilson – Norman
- Hanna Skarżanka – matka Emilii
- Ewa Dałkowska – prostytutka Stella
- Vadim Glowna – Niemiec, klient Stelli
- Daniel Webb – David, kolega Normana
- Zbigniew Zapasiewicz – ubek
- Tadeusz Bradecki – tłumacz Normana
- Jerzy Nowak
- Jerzy Stuhr – przewoźnik Adzio
- Halina Słonicka
- Wiesław Michnikowski – ksiądz
- Mirosław Gawęda
- Halina Łabonarska
- Zofia Rysiówna
- Gustaw Lutkiewicz – właściciel piekarni
- Daria Trafankowska
- Marek Kondrat – szabrownik „Malutki”
- Marcin Troński – szabrownik „Pchełka”
- Janusz Gajos – szef szabrowników
- Jerzy Moes – repatriant w pociągu
- Paweł Unrug

## Produkcja
Film kręcono w Toruniu (ulice: Podmurna, św. Jakuba, Most Pauliński i Wola Zamkowa, Dwór Artusa przy Rynku Staromiejskim 6, rejon aresztu śledczego „Okrąglak” przy ul. Piekary 53, Parowozownia na stacji Toruń Miasto), Grudziądzu (dawny klasztor jezuitów) oraz na amerykańskiej Monument Valley.

## Nagrody
Rok spokojnego słońca otrzymał główną nagrodę – Złotego Lwa – na Międzynarodowym Festiwalu Filmowym w Wenecji, jak również nagrodę Związku Włoskich Dziennikarzy Filmowych dla filmu zagranicznego.